# Hindu (Hiiumaa)
Koordinaten: 58° 42′ N, 22° 30′ O
Hindu ist ein Dorf (estnisch küla) in der Landgemeinde Hiiumaa (bis 2017: Landgemeinde Emmaste). Es liegt auf der zweitgrößten estnischen Insel Hiiumaa (deutsch Dagö).

## Einwohnerschaft und Lage
Hindu (deutsch Hindo) hat heute 68 Einwohner (Stand 31. Dezember 2011).
Der Ort liegt an der Südspitze Hiiumaas, direkt am Ostseestrand.